# صوفا (سيناء)
صوفا (عبرية: סוּפָה، بمعنى عاصفة) كانت مستوطنة وكيبوتس إسرائيلي في سيناء. أخليت في عام 1982 كجزء من معاهدة السلام المصرية الإسرائيلية. أنشئ سكانها في ما بعد مستوطنة جديدة تحمل نفس الاسم في شمال غرب صحراء النقب قرب الحدود مع قطاع غزة.
تأسست المستوطنة في عام 1974 كمستوطنة لناحال، واشتق اسمها من العواصف الترابية الشديدة التي وقعت في المنطقة. يوم 17 يناير عام 1977 تم تعريفها على أنها كيبوتس.